# آرویداس آنوشاوسکاس
آرویداس آنوشاوسکاس (انگلیسی: Arvydas Anušauskas؛ زادهٔ ۲۹ سپتامبر ۱۹۶۳) نظامی بازنشسته، تاریخ‌نگار، سیاستمدار و استاد دانشگاه اهل لیتوانی است، که هم‌اکنون به‌عنوان وزیر دفاع لیتوانی فعالیت می‌کند.